# Scrophularia nabataeorum
Scrophularia nabataeorum är en flenörtsväxtart som beskrevs av Alexander Eig. Scrophularia nabataeorum ingår i släktet flenörter, och familjen flenörtsväxter. Inga underarter finns listade i Catalogue of Life.